# Fred F. French Building
Fred F. French Building ist ein unter Denkmalschutz stehender Wolkenkratzer in Manhattan in New York City. Das Bürogebäude war der Sitz der von Fred Fillmore French (1883–1936) geführten gleichnamigen Immobilienfirma. Mit Tudor City und Knickerbocker Village ließ sie zudem größere Gebäudekomplexe in New York errichten.

## Beschreibung
Das Bürohochhaus steht an der Nordostecke der Fifth Avenue und East 45th Street in Midtown Manhattan. Es grenzt nördlich an das 20-stöckiges Gebäude 553 Fifth Avenue und östlich an das neunstöckige Gebäude 9 45th Street. Jeweils drei Blocks entfernt befinden sich südlich der Bryant Park und die New York Public Library sowie nördlich das Rockefeller Center. Unweit im Südosten liegt das Grand Central Terminal, das eine sehr gute Verkehrsanbindung bietet.
Das Fred F. French Building wurde von H. Douglas Ives im Stil des Art déco entworfen und von 1926 bis 1927 erbaut. Das Gebäude ist 130,8 m (429 Fuß) hoch und hat 38 Etagen. Nach dem Bauordnungsbeschluss von 1916 hat das Gebäude ab der elften Etage zahlreiche Zurückstufungen (Setbacks), die mit farbenfroher Terrakotta umrissen sind. Die Setbacks münden in einen relativ schlanken rechteckigen Turm. Die Fassade besteht aus Ziegel- und Kalkstein und ist teilweise mit babylonischen und mesopotamischen Stilelementen ausgeschmückt, darunter ein spektakuläres Sonnenmosaik an der Gebäudekrone. Durch ein hohes vergoldetes Portal gelangt man in die reich geschmückte und ausgestattete Lobby.
Das Fred F. French Building und seine Innenräume wurden am 18. März 1986 von der Landmarks Preservation Commission zum Wahrzeichen von New York City erklärt und am 28. Januar 2004 in das National Register of Historic Places aufgenommen. Das Gebäude wurde Anfang der 1990er Jahre von Wiss, Janney, Elstner Associates restauriert. Der Büroturm ist eines von 42 Gebäuden der Stadt, die 2019 eine eigene Postleitzahl (Zip Code) erhielten. Dem Fred F. French Building wurde der Zip Code „10176“ zugewiesen. Eigentümer des Gebäudes ist das Immobilienunternehmen The Feil Organization.

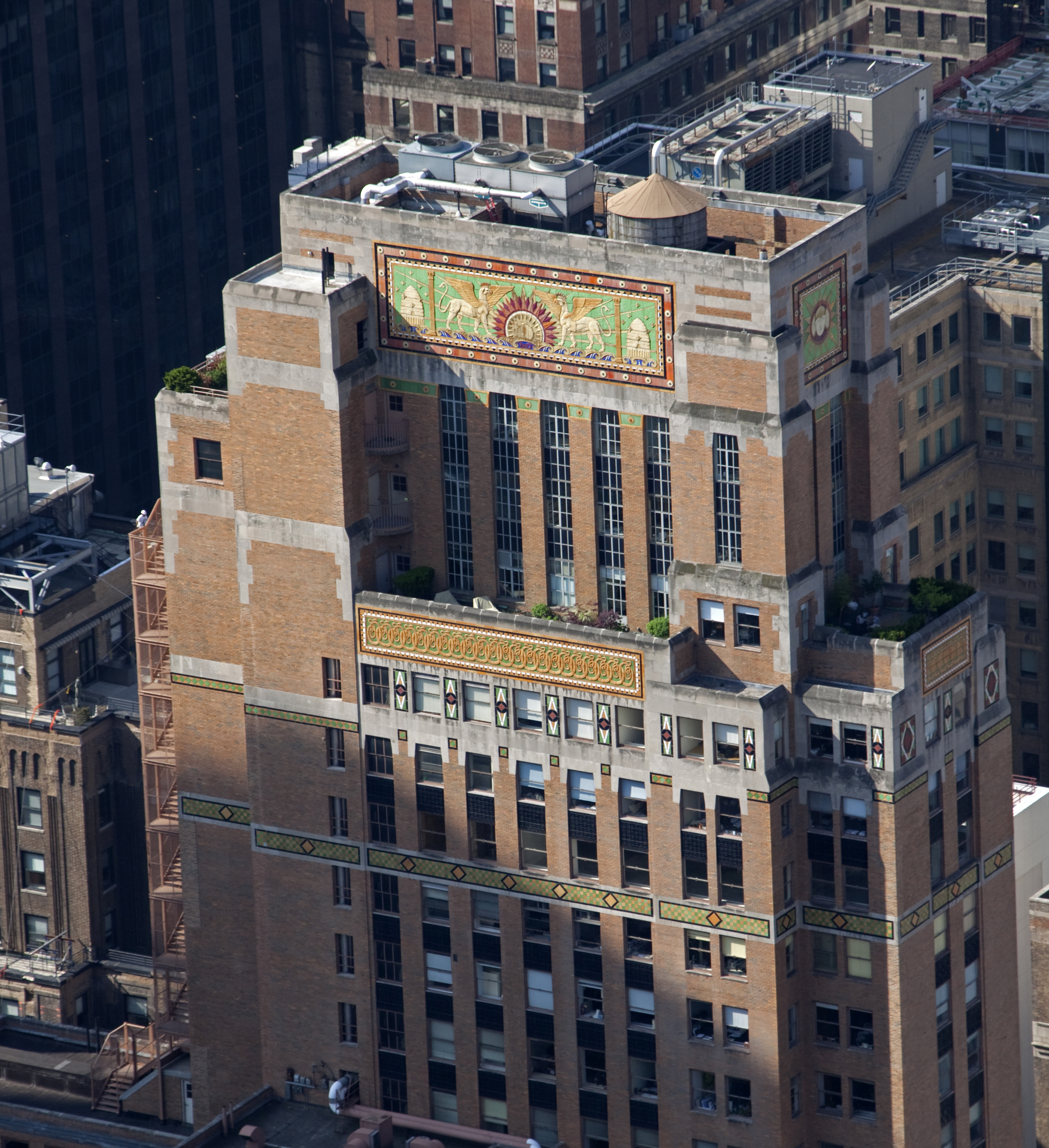
Blick auf den oberen Gebäudeteil
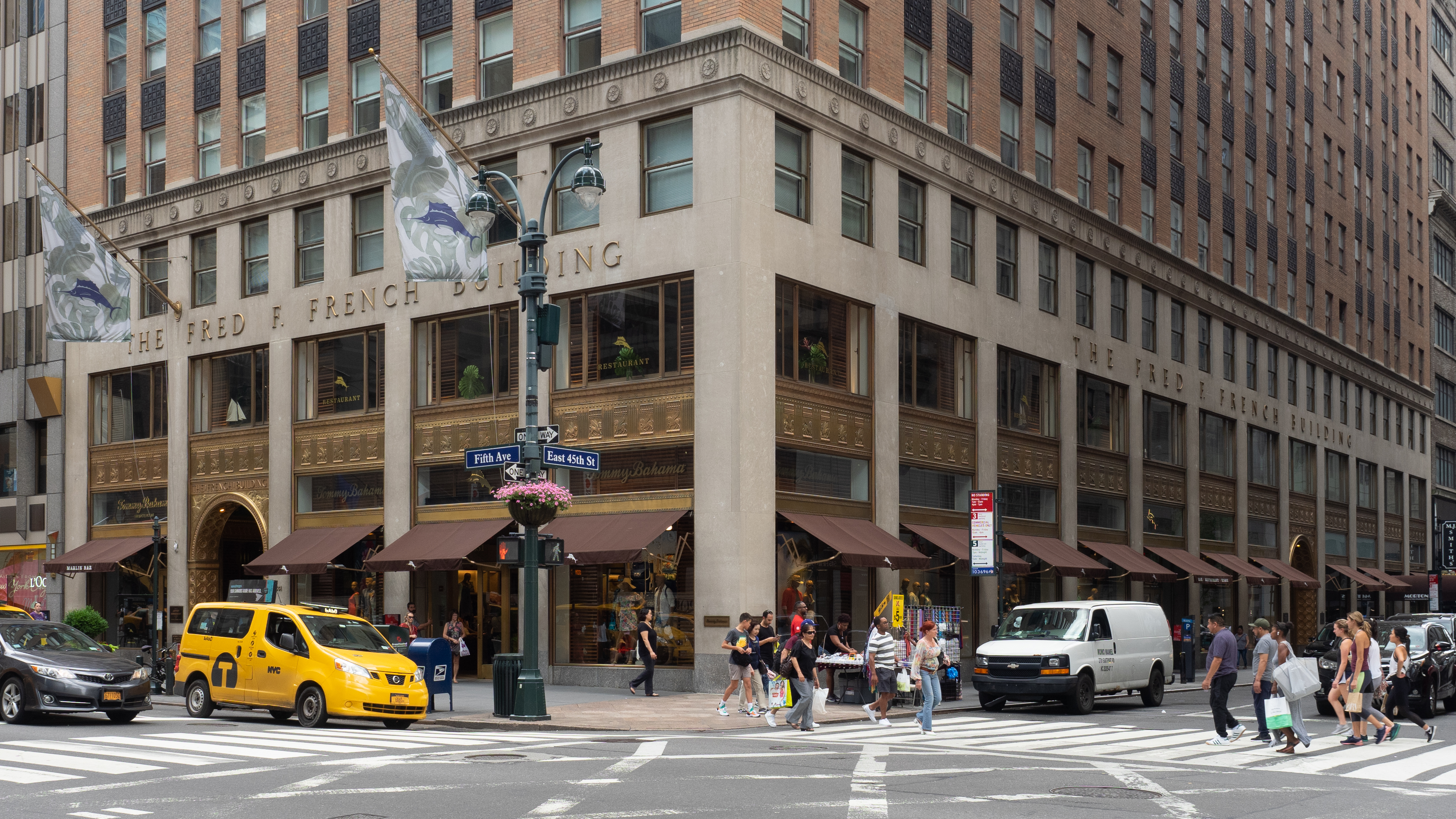
Die Basis im Juni 2019
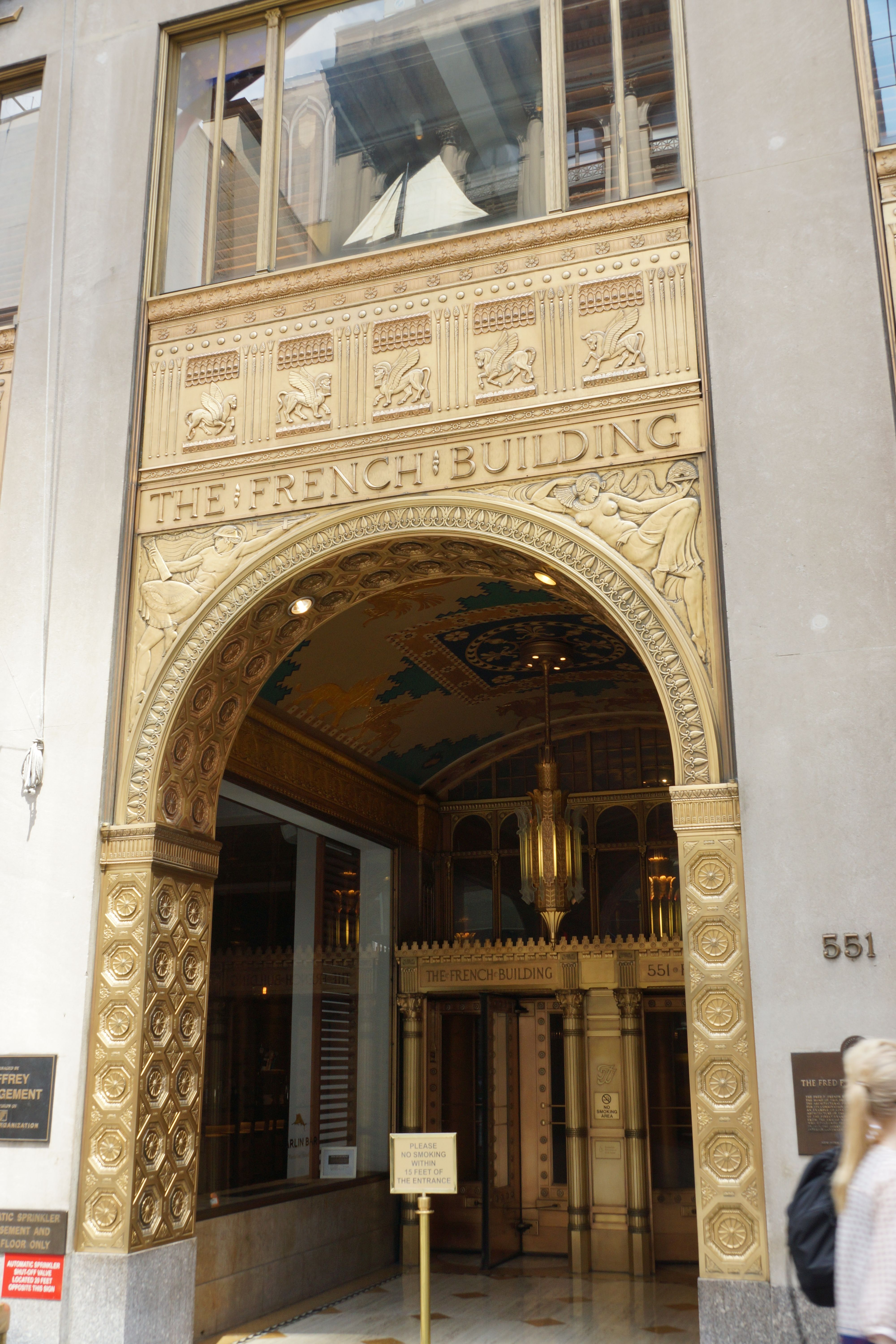
Eingangsportal
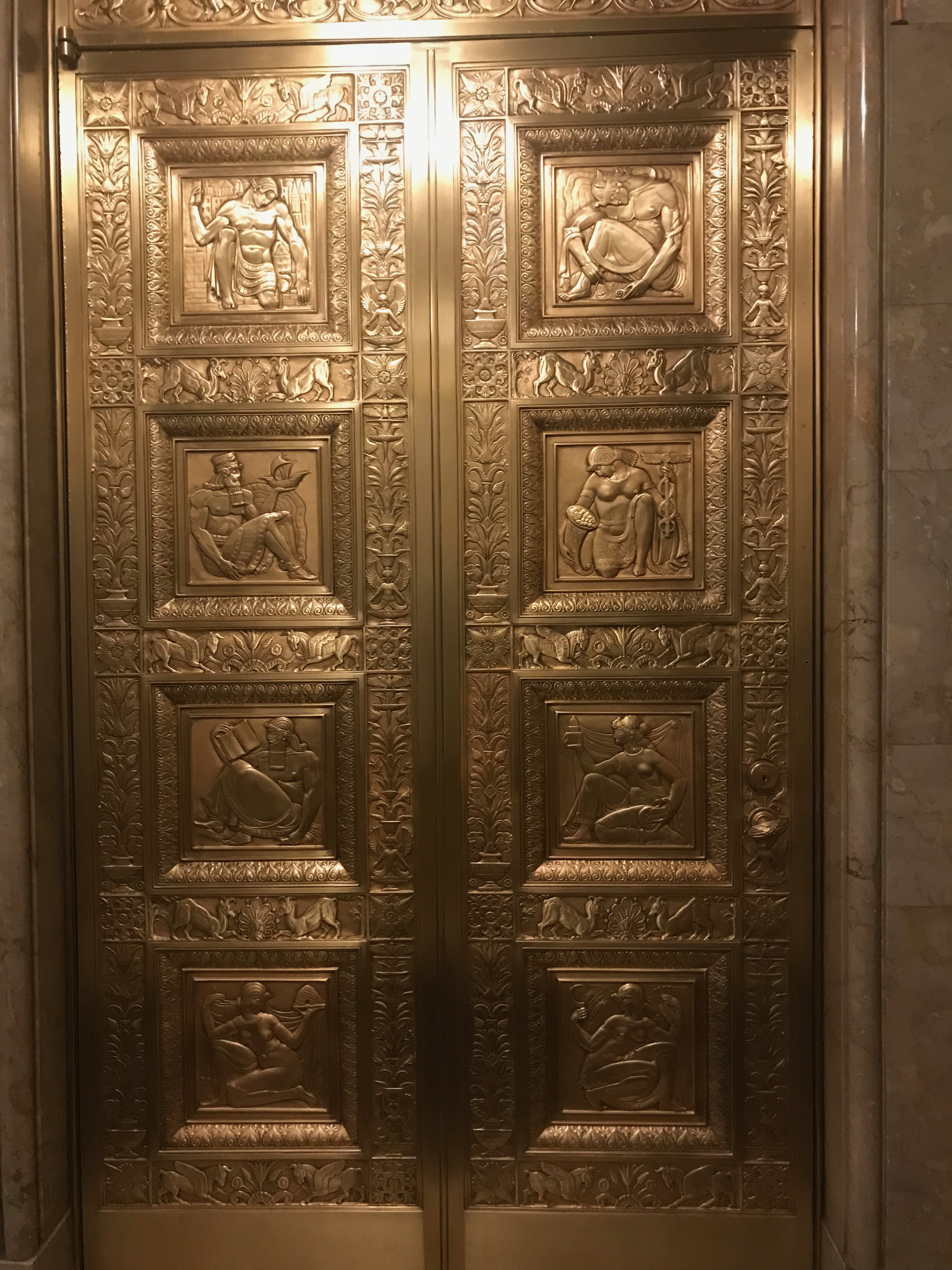
Vergoldete Fahrstuhltür in der Lobby
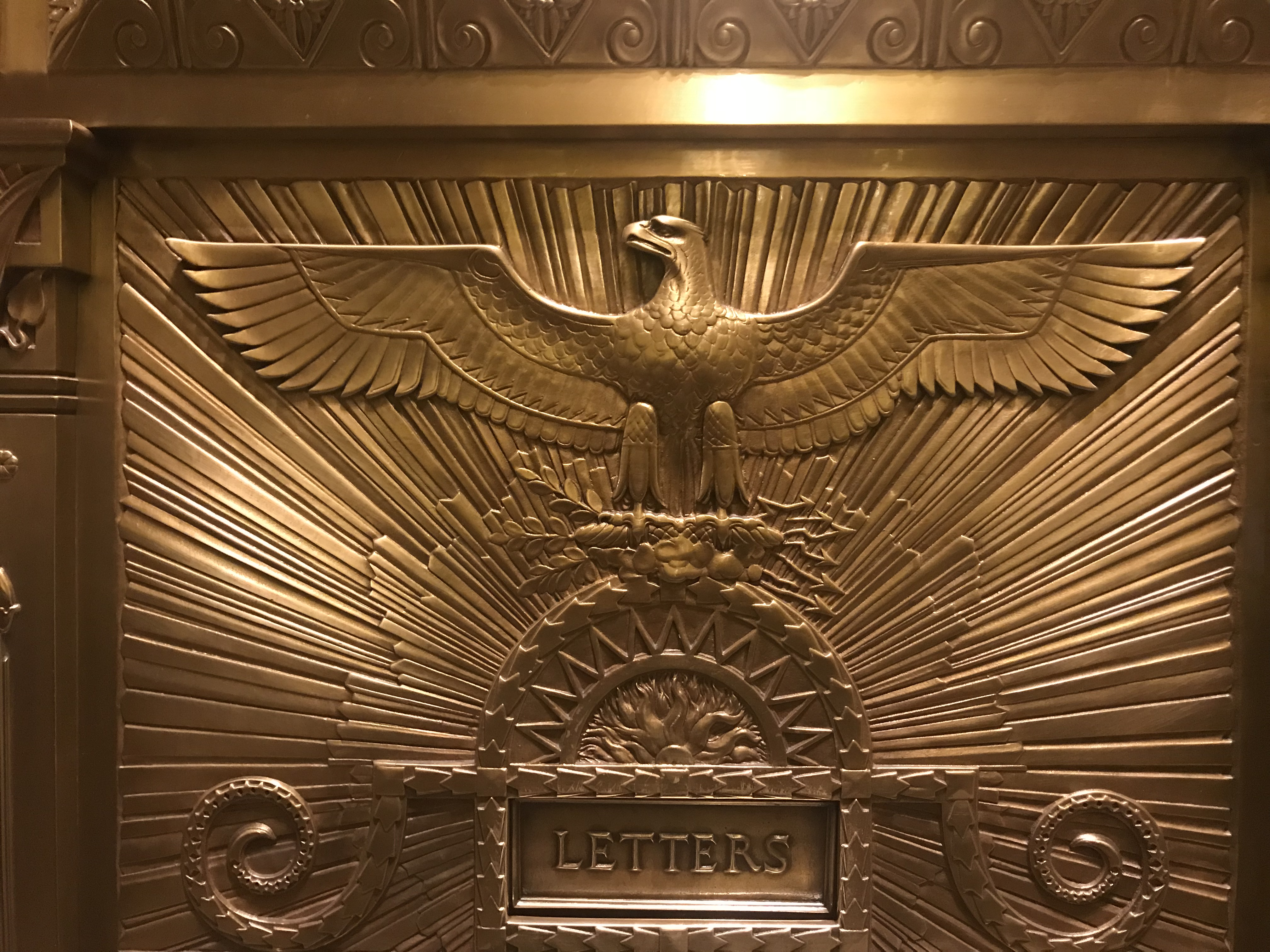
Briefkasten in der Lobby